# يشار غولر
يشار غولر (بالتركية: Yaşar Güler)‏ وزير الدفاع التركي في الوزارة الجديدة منذ 3 يونيو 2023  وكان قبلها يشغل منصب رئيس أركان الجيش التركي الثلاثين منذ 10 يوليو 2018 ، يحمل رتبة فريق أول، شغل عدة مناصب رفيعة في الجيش التركي، وتولى قيادة الجيش بعد اختيار خلوصي آكار وزيراً للدفاع.